# Earth Simulator
De Earth Simulator Computer (ESC) was de snelste supercomputer ter wereld. Hij bevindt zich in het Earth Simulation Center in Kanazawa-ku (ward),  Yokohama-shi, Japan. De computer kan 35,6 biljoen (35.600.000.000.000) berekeningen per seconde uitvoeren, of anders gezegd: 35,6  teraflops. Het systeem is ontworpen door het NASDA, het JAERI en het JAMSTEC om een simulatie van het klimaat mogelijk te maken. De bouw startte in oktober 1999 en was voltooid in februari 2002. Het gebouw zelf werd officieel geopend op 11 maart 2002. Het project kostte 7,2 miljard yen. De Earth Simulator werd op 29 september 2004 ingehaald door IBM's Blue Gene/L-prototype.
De ESC is gebaseerd op werk van Nippon Electric Corporation, hun SX-6-architectuur. De ESC bestaat uit 640 nodes met 8 vectorprocessoren en 16 gigabyte aan geheugen voor elke node. Dit maakt dus een totaal van 5120 processoren en 10 terabyte aan computergeheugen. Twee nodes zijn geïnstalleerd in een hok van 1 × 1,4 × 2 meter, en elk hok verbruikt zo'n 20 kVA. Het systeem heeft 700 terabyte schijfruimte (450 voor het systeem, en 250 voor de gebruikers) en 1,6 petabyte opslagruimte in tapedrives. De ESC is bijna 5 keer zo snel als de IBM ASCI White en sterker dan de 5 snelste computers tezamen.
De ESC kan simulaties van het wereldwijde klimaat berekenen en uitvoeren, rekening houdende met zowel de aardse atmosfeer als de oceanen, met een rekenprecisie van minimaal 10 kilometer.